# Benedetto II Zaccaria
Benedetto II Zaccaria (fl. XIII-XIV secolo) fu co-signore di Chio e di molte altre Isole egee dal 1314 al 1325 circa.
Benedetto II era cugino di Paleologo Zaccaria e gli succedette a Chio e in altre terre del Mar Egeo insieme al fratello Martino. Qualche tempo dopo il 1325 quest'ultimo lo costrinse a ritirarsi, in cambio di una pensione. Benedetto chiese aiuto all'imperatore bizantino Andronico III Paleologo. Nel 1329, Martino fu dichiarato deposto e catturato da una flotta imperiale di 105 navi inviata a Chio.
Benedetto fu nominato prefetto imperiale dell'isola. Alla sua morte senza discendenza, l'isola fu annessa all'Impero Bizantino. Focea fu riconquistata dai Bizantini nel 1334.
Benedetto sposò Ginevra Doria, figlia di Corrado Doria.